# Película de concierto
Una película de concierto, es una película que muestra una presentación en vivo de un acto musical desde la perspectiva de un asistente al concierto, cuyo tema es una presentación en vivo extendida o un concierto de un músico o un comediante.

## Historia temprana

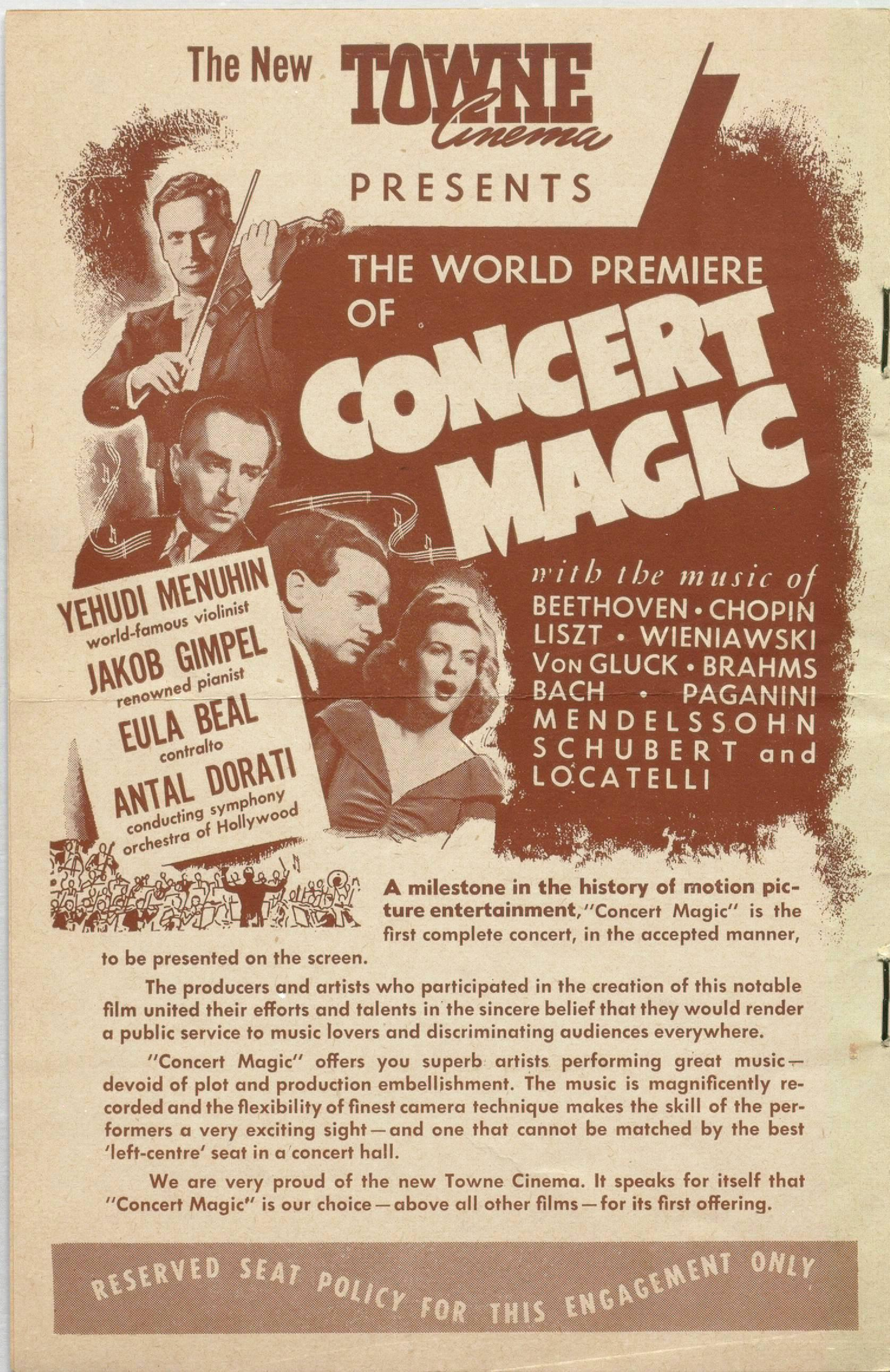
Cartel para Concert Magic en 1948 en el Towne Cinema en Toronto, Canadá.

La película de concierto más antigua conocida es la imagen de 1948, Concert Magic. Este concierto cuenta con el virtuoso violinista Yehudi Menuhin (1916-1999) en los estudios Charlie Chaplin en 1947. Junto con varios artistas, interpretó obras clásicas y románticas de compositores famosos como Beethoven, Wieniawski, Bach, Paganini y otros.
La primera película de concierto de jazz conocida es la película de 1960 Jazz on a Summer's Day. La película fue grabada durante el quinto festival anual de jazz de Newport. La primera película de concierto de rock conocida fue la T.A.M.I. Show, que presentó actos como The Beach Boys, James Brown, Marvin Gaye y los Rolling Stones.
Una de las películas de conciertos más innovadoras de la música popular es Pink Floyd: Live at Pompeii (1971), dirigida por Adrian Maben, en la que Pink Floyd interpreta un conjunto breve de canciones dentro del anfiteatro de Pompeya sin público (excepto el equipo de grabación).

## Rockumentary
El término fue usado por primera vez por Bill Drake en la transmisión de radio de History of Rock & Roll de 1969 y es una mezcla de "rock" y "documental". El término se usó posteriormente para describir películas de concierto que contienen apariciones de varios artistas. En 1976, el término fue utilizado por los promotores de la producción musical en vivo Beatlemania que documentó la evolución de la carrera de The Beatles. La película de falso documental de 1984, This Is Spinal Tap, parodió notablemente el género rockumental.